# New Super Mario Bros. Wii
New Super Mario Bros. Wii est un jeu vidéo de plates-formes développé par Nintendo EAD et édité par Nintendo pour la Wii. Suite de New Super Mario Bros., il est sorti pour la première fois en novembre 2009 en Australie, en Amérique du Nord et en Europe, et un mois plus tard au Japon. Une version haute définition pour la Nvidia Shield TV a été publiée en Chine en décembre 2017. Comme les autres jeux Super Mario en défilement latéral, le joueur contrôle Mario alors qu'il traverse huit mondes et affronte les sbires de Bowser pour sauver la Princesse Peach. New Super Mario Bros. Wii est le premier jeu Super Mario à proposer un mode multijoueur coopératif simultané ; jusqu'à quatre personnes peuvent jouer en modes multijoueurs coopératifs et compétitifs, prenant le contrôle de Mario ainsi que de Luigi et de l'un des deux Toads multicolores. Le jeu introduit également le "Super Guide", qui permet au joueur de regarder Luigi contrôlé par l'ordinateur compléter un niveau.
Shigeru Miyamoto avait souhaité créer un jeu Super Mario avec un mode multijoueur coopératif depuis la conception de la série. Après des tentatives infructueuses pour l'intégrer à Super Mario 64 en raison de limitations matérielles, il a pu pleinement explorer le concept avec l'arrivée de la Wii et de ses capacités matérielles plus avancées. Ayant développé New Super Mario Bros. et estimant qu'il n'était pas aussi stimulant qu'il l'espérait, Miyamoto a conçu New Super Mario Bros. Wii dans l'optique de l'accessibilité pour les joueurs de tous niveaux de compétence. Des fonctionnalités telles que le Super Guide et la possibilité d'entrer dans une bulle flottante à la demande et de sauter une partie spécifique d'un niveau ont été ajoutées pour les débutants, tandis que d'autres détails, comme une récompense pour ne pas avoir fait apparaître le bloc Super Guide dans un niveau, ont été ajoutés pour offrir un niveau de difficulté. Shiho Fujii et Ryo Nagamatsu ont composé la bande-son du jeu, tandis que Koji Kondo, le compositeur habituel de la série, a servi de conseiller musical.
Le jeu a été annoncé à la suite d'une légère baisse des profits, Nintendo espérant que sa sortie aiderait à relancer les ventes de la Wii. New Super Mario Bros. Wii a été à la fois un succès critique et commercial, recevant des éloges particuliers pour son aspect multijoueur, bien que certains critiques aient été déçus par le manque d'innovation par rapport aux titres Super Mario précédents. Il a reçu plusieurs distinctions, notamment le prix du meilleur jeu Wii aux Spike Video Game Awards 2009, d'IGN et de GameTrailers, et c'est le quatrième jeu le plus vendu pour la Wii en mars 2021, avec 30,32 millions d'exemplaires vendus dans le monde. Il a été suivi de New Super Mario Bros. 2 pour la Nintendo 3DS en juillet 2012 et de New Super Mario Bros. U pour la Wii U en novembre 2012 puis pour la Nintendo Switch en janvier 2019.

## Système de jeu
New Super Mario Bros. Wii est un jeu de plateforme en défilement latéral en 2,5D ; bien qu'il se déroule en 2D, la plupart des personnages et des objets du jeu sont des modèles polygonaux en 3D sur des décors en 2D,. En mode solo, le joueur contrôle Mario et doit compléter différents niveaux remplis d'objets utiles et d'obstacles nuisibles. Le joueur doit le guider jusqu'à un grand mât à la fin de chaque étape pour progresser. Le jeu peut être joué avec la Télécommande Wii tenue horizontalement ou verticalement avec le Nunchuk attaché. Mario peut courir, sauter et effectuer des mouvements supplémentaires issus de New Super Mario Bros., tels que les sauts contre les murs, les écrasements au sol et les sauts doubles et triples. New Super Mario Bros. Wii fait fréquemment usage des fonctionnalités de contrôle par mouvement de la Télécommande Wii ; le joueur peut secouer la manette pour effectuer différentes actions, comme un petit saut en rotation qui élimine les ennemis, une vrille en plein vol qui permet de prolonger le temps dans les airs et la capacité de ramasser, porter et lancer certains objets,,. Certaines zones à l'intérieur des niveaux, comme des plates-formes spécifiques, peuvent être manipulées en se tenant au-dessus d'elles et en inclinant la Télécommande Wii. Certains niveaux se déroulent sous l'eau, où le joueur doit nager pour traverser le niveau.
En plus des pièces d'or, que le joueur peut collecter pour gagner des vies supplémentaires, les niveaux contiennent des améliorations enfermées dans des blocs flottants qui aident Mario dans sa quête. Par exemple, le Super Champignon fait grandir Mario et lui permet de prendre un coup supplémentaire ; la Fleur de Feu permet à Mario de tirer des boules de feu sur les ennemis ; et la Super Étoile donne au joueur une invincibilité temporaire et augmente sa vitesse de course. Le Mini Champignon, qui réapparaît de New Super Mario Bros., fait rétrécir Mario, lui permettant de sauter plus haut, de courir sur l'eau et de passer par des espaces étroits, bien qu'il le rende vulnérable aux ennemis et à d'autres obstacles,. De nouvelles améliorations comprennent le Costume Hélice, qui permet à Mario de voler pendant un court instant en secouant la Télécommande Wii; la Fleur de Glace, qui donne à Mario la capacité de tirer des boules de glace qui gèlent les ennemis en de gros blocs de glace qui peuvent être soulevés et jetés ; et le Costume Pingouin, qui fonctionne comme la Fleur de Glace tout en permettant au joueur de glisser sur le sol et sur l'eau, ainsi que de mieux contrôler sur la glace et dans l'eau,,. Yoshi apparaît dans certains niveaux et peut manger, avaler et recracher des ennemis et des objets, et planer pendant un certain temps,.
Le jeu se compose de huit mondes, avec un neuvième monde secret accessible en battant Bowser dans le huitième monde et en trouvant des Étoiles de la Star cachées qui servent de principales collectibles dans chaque niveau. Les niveaux sont accessibles via une carte mondiale en 3D; la complétion d'un niveau débloque le suivant, avec parfois plusieurs chemins disponibles après la complétion d'un niveau. Chaque monde contient deux niveaux de boss — une forteresse intermédiaire et un château à la fin du monde — où le joueur combat l'un des sept enfants de Bowser, les Koopalings. Certains mondes contiennent également un niveau de vaisseau volant, dans lequel le joueur combat Bowser Jr., En plus des niveaux, il y a aussi des "Maisons de Toad" situées sur la carte, où le joueur peut jouer à un court mini-jeu pour gagner des vies supplémentaires ou des objets qui peuvent être équipés depuis l'écran de la carte,. Les écrans de la carte ont souvent des ennemis qui errent dans des zones spécifiques, et lorsqu'ils sont rencontrés, ils déclenchent un combat de "mini-boss" qui récompense toujours le joueur de trois champignons. À certains moments, un Toad apparaîtra piégé dans l'un des niveaux précédemment complétés, et le joueur pourra choisir de le sauver d'un bloc et de le porter en toute sécurité jusqu'à la fin du niveau pour gagner une récompense. Chaque niveau contient trois Étoiles de la Star cachées qui se trouvent dans des endroits difficiles d'accès. Celles-ci peuvent être dépensées pour des films d'indice qui présentent des astuces et des conseils pour le jeu, y compris les emplacements des secrets et les méthodes pour gagner des vies supplémentaires.
Le joueur commence le jeu avec cinq vies, mais il est possible d'en obtenir davantage de plusieurs manières, notamment en collectant des objets et en jouant à des mini-jeux. Perdre une vie ramène le joueur sur la carte, et perdre toutes les vies entraîne une fin de partie, forçant le joueur à revenir à son dernier point de sauvegarde. La plupart des niveaux contiennent un point de contrôle en milieu de niveau qui sert de point de sauvegarde pour ce niveau. Certains niveaux contiennent des sorties alternatives cachées menant à un mât avec un drapeau rouge. Atteindre cet objectif ouvre un chemin sur la carte qui mène à une zone cachée.
New Super Mario Bros. Wii propose la fonction "Super Guide", conçue pour aider les joueurs ayant des difficultés à terminer un certain niveau, et c'est le premier jeu Nintendo à inclure ce concept. En mode solo, si un joueur meurt huit fois de suite dans n'importe quel niveau, un bloc vert "!" apparaît, que l'on peut frapper pour permettre à Luigi, contrôlé par l'ordinateur, de montrer au joueur un chemin sûr à travers le niveau sans révéler l'emplacement des Étoiles de la Star ou des sorties secrètes. Le joueur peut interrompre le guide à tout moment et prendre le contrôle de Luigi à partir de ce point. Après que Luigi ait terminé le niveau, le joueur a la possibilité de réessayer le niveau ou de le sauter complètement,.

### Multijoueur
New Super Mario Bros. Wii est le premier jeu Super Mario à proposer un gameplay coopératif multijoueur simultané. Jusqu'à quatre joueurs, incarnant soit Mario, son frère Luigi, Toad bleu, ou Toad jaune, peuvent jouer ensemble à travers les niveaux. Les niveaux sont considérés comme terminés lorsqu'un joueur touche le mât du drapeau ; les autres joueurs ont un temps limité pour l'atteindre en poursuite avant que le jeu n'arrête toute autre entrée des joueurs et se concentre sur l'animation de "course terminée".
Les joueurs peuvent interagir de plusieurs manières, pouvant être utilisées pour s'entraider ou se concurrencer ; par exemple, les joueurs peuvent sauter sur la tête les uns des autres pour atteindre des endroits plus élevés. Ils peuvent également se saisir et se lancer les uns les autres, et manger et recracher les uns les autres tout en montant sur Yoshi. Si une grande distance se forme entre deux ou plusieurs personnages, la caméra du jeu se compensera en s'éloignant pour les montrer tous en même temps. Si les joueurs ne parviennent toujours pas à se rapprocher, ils sont alors tirés par le bord de l'écran jusqu'à ce qu'ils avancent plus vite ou perdent une vie à cause d'un obstacle qui passe. Le mode multijoueur comprend des éléments de coopération et de compétition, car les joueurs peuvent travailler ensemble pour atteindre la fin du niveau, mais ils peuvent également s'interférer mutuellement et voler des objets et des power-ups les uns aux autres,. Le jeu suit également les mouvements des joueurs sur la carte mondiale, ce qui permet à un joueur de "secouer" un autre joueur sur la carte pour déclencher un mini-jeu à deux joueurs.
Les joueurs peuvent entrer et sortir du jeu à tout moment en utilisant la Télécommande Wii ou le Nunchuk (ou la Manette classique) pour activer ou désactiver un personnage. Les joueurs qui sortent du jeu réapparaissent dans une bulle flottante en dehors de l'écran, et les autres joueurs peuvent les toucher pour les faire réapparaître à tout moment. Cependant, s'ils sont en nombre insuffisant, les joueurs ne peuvent pas progresser dans le niveau sans les autres joueurs. Si un joueur perd toutes ses vies, il revient dans une bulle flottante et doit attendre qu'un autre joueur le fasse réapparaître ou qu'il réapparaisse automatiquement s'il ne reste plus aucun autre joueur.
Le mode multijoueur possède également un mode "Compte à rebours", où les joueurs peuvent jouer à un niveau avec un chrono qui compte à rebours, et le joueur ou l'équipe qui atteint la fin du niveau avant que le chrono ne se termine gagne. Si un joueur meurt dans ce mode, il ne réapparaît pas tant que tous les joueurs ne sont pas morts ou que le chrono n'est pas épuisé. Il y a également un mode "Tournoi" où les joueurs peuvent s'affronter dans des niveaux pour obtenir le meilleur score possible.

## Trame
Lorsque Mario, Luigi, Toad jaune et Toad bleu célèbrent l'anniversaire de la Princesse Peach dans son château, un énorme gâteau apparaît. Bowser Jr. et les Koopalings surgissent du gâteau et emprisonnent Peach à l'intérieur. Le gâteau est chargé sur le dirigeable de Bowser, et il décolle, Mario, Luigi et les deux Toads partent à sa poursuite. Les Toads dans le château leur accordent l'accès aux nouveaux objets, les Champivols et les Combinaisons Pingouin.
Après avoir voyagé à travers plusieurs mondes en combattant les Koopalings, Bowser Jr. et Kamek le Magikoopa, les frères Mario et les Toads retrouvent Peach sur le navire. Cependant, Kamek survole et l'emmène au Château de Bowser. À l'intérieur, Bowser est vaincu mais est ressuscité par Kamek, qui lance un sort magique le transformant en géant. Bowser poursuit Mario et les autres, détruisant tout sur son passage, jusqu'à ce que Mario trouve un interrupteur géant et le déclenche, faisant tomber Bowser sous terre et libérant Peach de sa cage. Peach et Mario quittent le château dans une montgolfière, avec Luigi et les Toads les suivant.
Le générique est présenté sous forme de mini-jeu, où les lettres des crédits sont inscrites sur des blocs, que les personnages jouables peuvent briser pour obtenir des pièces (les quatre personnages apparaissent, mais seuls ceux contrôlés par les joueurs peuvent obtenir des pièces). Après le générique, Bowser Jr. et les Koopalings aident Bowser à sortir de son château instable, qui s'effondre.

## Développement
New Super Mario Bros. Wii a été créé dans le but de recréer l'expérience de jeu solo de la série Super Mario pour plusieurs joueurs. Shigeru Miyamoto, le directeur du développement de jeux chez Nintendo, avait toujours voulu créer un jeu Super Mario avec des fonctionnalités multijoueur depuis les débuts de la série avec le jeu d'arcade de 1983, Mario Bros.. Les tentatives d'intégration du multijoueur coopératif dans Super Mario 64, le premier jeu 3D de la série, ont finalement échoué en raison des limitations matérielles de la Nintendo 64. Avec le CPU plus rapide et les capacités graphiques et de mémoire améliorées de la Wii, Miyamoto et le reste de l'équipe de développement ont pu revisiter cette idée, car le matériel permettait l'affichage fluide d'assez d'ennemis et d'objets à l'écran en même temps, et autorisait une caméra capable de s'adapter dynamiquement aux mouvements des joueurs, garantissant ainsi qu'ils connaissent constamment la situation de leur personnage,.
Miyamoto a déclaré que Princesse Peach n'était pas un personnage jouable en raison de sa robe, car rendre sa jupe réaliste aurait nécessité une programmation complexe dédiée.
Miyamoto souhaitait que le jeu soit accessible à tous les joueurs et a donc essayé d'équilibrer sa difficulté en proposant des fonctionnalités adaptées aussi bien aux fans occasionnels qu'aux hardcore de Super Mario. Après la sortie de New Super Mario Bros. sur la Nintendo DS, que Miyamoto estimait ne pas avoir été assez difficile rétrospectivement, il voulait créer un nouveau jeu Super Mario offrant un niveau de défi plus élevé pour les joueurs qui le désiraient. En même temps, la fonction Super Guide, qui permettait à un joueur de regarder un niveau se terminer avant de réessayer après un certain nombre d'échecs, a été incluse dans le jeu afin de le rendre accessible aux joueurs non familiers. L'équipe de développement a décidé d'inclure cette fonctionnalité en option qui apparaîtrait dans un niveau après un certain nombre d'échecs, afin de ne pas entraver l'expérience des joueurs plus expérimentés. En tant qu'incitation supplémentaire pour les joueurs avancés, l'équipe a également ajouté des succès pouvant être obtenus en terminant le jeu sans faire apparaître le bloc vert dans aucun des niveaux. La possibilité pour un joueur de se mettre dans une bulle et de choisir de ne pas jouer à un niveau a été conçue de manière que les joueurs novices et les plus expérimentés puissent jouer sans se gêner mutuellement. Miyamoto espérait également que le jeu devienne un jeu phare pour la Wii et atteigne des niveaux de succès similaires à ceux de New Super Mario Bros..
New Super Mario Bros. Wii a été développé par plusieurs développeurs, dont certains avaient des compréhensions variables des principes de conception des jeux Super Mario. Miyamoto, qui a été producteur du jeu, a aidé les réalisateurs à créer une compréhension générale des règles de base de la conception du jeu, en rédigeant des documents de spécification expliquant les "règles" de fonctionnement du jeu. Cela a donné lieu à des discussions et à des décisions sur ce qui était considéré comme "naturel" et "contre nature" pour un jeu Mario ; par exemple, avec l'arrivée de la capacité de la Fleur de Glace à geler les ennemis, les développeurs ont décidé qu'il serait logique que les blocs de glace fondent lorsqu'ils sont touchés par des boules de feu et flottent à la surface lorsqu'ils sont immergés dans l'eau.
La musique de New Super Mario Bros. Wii a été composée et arrangée par Shiho Fujii et Ryo Nagamatsu, avec des contributions supplémentaires du directeur du son Kenta Nagata. Le fidèle de la série Koji Kondo était l'assistant sonore et n'a pas écrit de nouvelles compositions, bien que certaines de ses créations aient été réarrangées pour le jeu. Charles Martinet est revenu pour prêter sa voix à Mario et Luigi, accompagné de Samantha Kelly en tant que Toads et Princesse Peach, de Kenny James en tant que Bowser et de Caety Sagoian en tant que Bowser Jr.
Bien que les Toads jouables du jeu ne soient pas nommés, simplement désignés sous le nom de Toad bleu et de Toad jaune, les développeurs du jeu les auraient internalement appelés Bucken-Berry et Ala-Gold, respectivement."

## Commercialisation
Le 30 mai 2009, la version en ligne du journal japonais Nihon Keizai Shimbun a rapporté que deux nouvelles suites seraient publiées pour la Wii : une suite de Wii Fit intitulée Wii Fit Plus et une suite de New Super Mario Bros. provisoirement appelée New Super Mario Bros. Wii. Ce dernier jeu a été annoncé à l'E3 2009,, et a été ensuite présenté plus en détail à la Gamescom,,. Pour mettre en avant l'unicité du jeu, Nintendo a sorti le jeu dans un boîtier rouge au lieu de la couleur blanche traditionnelle des boîtiers de jeux Wii. L'annonce du jeu est intervenue après une stagnation des ventes de la Wii, ce qui avait entraîné une baisse de 52 % des bénéfices de Nintendo au cours du premier semestre 2009. Nintendo espérait que le jeu contribuerait à augmenter les ventes de la Wii pendant la saison des fêtes à venir,. Lors d'un événement de présentation en magasin au Japon avant sa sortie, Miyamoto a exprimé sa confiance dans le fait que le jeu conserverait de fortes ventes au-delà de sa première année sur le marché.
New Super Mario Bros. Wii est sorti en Australie le 12 novembre 2009, et en Amérique du Nord le 15 novembre. Il a ensuite été publié en Europe et au Japon le 20 novembre et le 3 décembre, respectivement. Le 29 octobre 2010, il est sorti en tant que jeu inclus avec une console Wii rouge, aux côtés de Wii Sports et d'un téléchargement intégré de Donkey Kong, pour célébrer le 25e anniversaire de Super Mario Bros. Il a également été inclus dans un pack avec une console Wii Family Edition noire, accompagné d'un CD de la bande originale de Super Mario Galaxy, le 23 octobre 2011.
À l'E3 2011, une variante de New Super Mario Bros. Wii, baptisée New Super Mario Bros. Mii, a été présentée sous forme de démo jouable pour la nouvelle console de Nintendo, la Wii U, permettant aux joueurs de jouer avec leurs personnages Mii. Il s'agissait d'un prototype conçu pour présenter la technologie de la console.
Une version améliorée du jeu a été publiée en Chine pour le Nvidia Shield TV le 5 décembre 2017, aux côtés d'autres portages de jeux Wii et GameCube tels que The Legend of Zelda: Twilight Princess. Cette version mise à jour du jeu propose des graphismes haute définition en 1080p et une interface utilisateur repensée,.

### Procès pour piratage
En novembre 2009, James Burt, un Australien de 24 ans, a acheté une copie de New Super Mario Bros. Wii plusieurs jours avant sa sortie, car le magasin avait vendu par erreur le jeu avant sa date de sortie, et a extrait et téléchargé le contenu du disque en ligne. Nintendo a retiré le jeu et a poursuivi Burt peu de temps après, l'accusant de violation des lois sur le droit d'auteur et de privation de ventes potentielles pour Nintendo. L'affaire a finalement été réglée en janvier 2010, Burt recevant une amende de 1,3 million de dollars australiens à titre de compensation pour les ventes perdues, ainsi qu'une amende supplémentaire de 100 000 dollars australiens dans le cadre de l'amende légale de Nintendo. Burt a également été contraint de divulguer l'emplacement de tous ses ordinateurs et dispositifs de stockage électronique, ainsi que de donner accès à son courrier électronique, à ses comptes de réseaux sociaux et de site web. La directrice générale de Nintendo of Australia, Rose Lappin, a qualifié l'incident de "problème mondial", notant que des milliers de copies du jeu avaient été téléchargées dans le monde entier avant d'être retirées. Burt a plus tard commenté l'incident, qualifiant ses actions de "très stupides" et affirmant que les répercussions du crime étaient quelque chose qu'il devrait gérer pour le reste de sa vie.

## Accueil

### Critiques

#### Pré-lancement
Le jeu a été salué pour ses fonctionnalités multijoueur après sa présentation à l'E3, les critiques ayant apprécié ses aspects compétitifs ainsi que ses aspects coopératifs,,, bien que l'absence de jeu en ligne ait été critiquée comme une opportunité manquée. Beaucoup ont comparé favorablement le jeu à The Legend of Zelda: Four Swords Adventures, qui avait également pris le gameplay traditionnel de sa série respective et l'avait entrelacé avec un mode multijoueur coopératif,,, Chad Concelmo de Destructoid a salué les niveaux "créatifs et hilarants" du jeu ainsi que le contrôle plus serré par rapport à New Super Mario Bros., tout en qualifiant le gameplay multijoueur de "unique, addictif et glorieusement divertissant" et en donnant au jeu une note de 9,5 basée sur ses premières impressions. Andrew Yoon d'Engadget a qualifié le jeu de "jouable, addictif et frais" et a salué le système de caméra du jeu qui pouvait automatiquement zoomer pour montrer les joueurs hors écran. Ars Technica a salué le jeu comme étant "d'une incroyable amusement" malgré la simplicité des graphismes du jeu. Sophia Tong de GameSpot a comparé le jeu à Super Mario Bros. 3 et a qualifié la nouvelle fonctionnalité multijoueur de "un plaisir à jouer et hilarant à regarder". Oli Welsh d'Eurogamer a qualifié le multijoueur de "un simple coup de génie". Chris Kohler de Wired a salué la difficulté du mode multijoueur.
La présentation du jeu a suscité l'enthousiasme des critiques et du public, et le jeu a été largement attendu avant sa sortie. En octobre 2009, peu avant la sortie du jeu, il a été annoncé qu'une version spéciale du jeu serait incluse en tant que pack avec la console Wii de couleur noire. La version de base du jeu a été commercialisée sous forme de disque optique Wii standard, tandis que le pack comprenant la console Wii noire spéciale a été livré avec une version spéciale du jeu qui présentait des niveaux supplémentaires. Les ventes du jeu ont été fortes dès son lancement, aidées par la popularité de la franchise Mario et les critiques positives du jeu.

#### Post-lancement
Le jeu a reçu des critiques "généralement favorables", selon l'agrégateur de critiques Metacritic. Le magazine de jeux japonais Famitsu l'a qualifié de "chef-d'œuvre de l'action en 2D" et lui a attribué la note parfaite de 40/40, ce qui en fait le 13e jeu et le quatrième jeu Wii à recevoir cette note dans les 23 ans d'histoire de la publication,. Kotaku a également fait l'éloge du jeu, le qualifiant d'une raison d'acheter une Wii. Jeremy Parish de 1UP.com l'a considéré comme le véritable successeur spirituel de 1991's Super Mario World.
Critiques ont continué à faire l'éloge des fonctionnalités multijoueur du jeu, certaines d'entre elles les qualifiant comme l'une des fonctionnalités les plus puissantes et les plus intéressantes du jeu. Patrick Kolan d'IGN Australia l'a qualifié de la meilleure expérience à quatre joueurs depuis Super Smash Bros. Brawl et a déclaré qu'il dépassait leurs attentes initiales malgré de forts soupçons. Matt Wales d'IGN UK a regretté que le jeu fonctionne à la fois en solo et en multijoueur, mais a déclaré qu'il était au mieux lorsqu'il était joué avec plusieurs personnes. Nick Chester de Destructoid a qualifié le mode coopératif de divertissant malgré quelques frustrations, et a déclaré que les joueurs prendraient probablement plus de plaisir à jouer aux côtés d'autres amis. Randolph Ramsay de GameSpot a qualifié le multijoueur de "très amusant au départ", mais a également admis qu'il devenait parfois fastidieux en raison du chaos qu'il entraînait. Craig Harris d'IGN US a salué le système de bulles, le qualifiant de choix de conception intelligent ; cependant, il a critiqué l'absence de fonctionnalités de jeu multijoueur en ligne, la qualifiant de point de mécontentement particulier. Kolan a également vu cela comme une lacune, critiquant l'absence de fonctionnalités de classement en ligne pour les modes multijoueurs compétitifs. En revanche, Wales n'a pas considéré cette omission comme un problème majeur, arguant que la sociabilité était un aspect principal qui rendait le multijoueur agréable et qu'il était judicieux de ne pas inclure la fonctionnalité en raison de la qualité médiocre du service en ligne de Nintendo, bien qu'il ait noté qu'un classement aurait été un ajout louable. GameSpy a également donné du crédit au jeu pour son absence de jeu en ligne, arguant que le médium est principalement une expérience compétitive, tandis que New Super Mario Bros. Wii nécessitait une expérience coopérative pour être pleinement apprécié. Brett Elston de GamesRadar+, très critique à l'égard du multijoueur à quatre, l'a qualifié de frustrant et a déclaré qu'il se sentait à l'étroit en raison des nombreux personnages et de la petite taille de l'écran, tout en conseillant que le jeu était meilleur avec seulement deux joueurs.
Le gameplay et les commandes ont été salués pour leur rappel des anciens titres 2D de la série Super Mario ; de nombreux critiques ont souligné l'utilisation de la télécommande Wii tenue horizontalement comme la meilleure façon de jouer au jeu et l'ont félicitée pour son rappel à la disposition de la manette de forme rectangulaire de la Nintendo Entertainment System,,. Ramsay a regretté que le jeu ne prenne pas en charge la manette classique de la Wii, le qualifiant de décevant. Les avis sur l'intégration des commandes de mouvement du jeu étaient mitigés. Kolan les a qualifiées de "faciles, intuitives et discrètes - les trois aspects les plus critiques de n'importe quel jeu à contrôle de mouvement", tandis que Ramsay a déclaré qu'elles étaient parfois intrusives dans le gameplay général. Chester a principalement félicité les commandes de mouvement pour leur naturel, faisant exception pour le besoin de maintenir un bouton et de secouer pour transporter des objets. Elston a déclaré que la manipulation du jeu était "compromise" par le saut en rotation contrôlé par le mouvement, que l'équipe de test a activé à plusieurs reprises par accident en essayant de jouer au jeu.
Certains rédacteurs ont critiqué New Super Mario Bros. Wii pour son aspect simplifié et le fait de capitaliser sur le gameplay de ses prédécesseurs. Bien qu'Harris ait attribué au jeu une note de 8,9 sur 10 et l'ait qualifié d'expérience amusante dans l'ensemble, il l'a également critiqué pour "jouer la sécurité" et, en le comparant à Super Mario Galaxy, l'a qualifié d'"opportunité manquée" pour Nintendo en termes de contenu. Edge, tout en attribuant au jeu une note positive de 7/10, l'a critiqué pour son manque de charme traditionnel de Mario et son faible niveau de difficulté. Elston a argumenté que le jeu manquait de la créativité des autres titres de la série. The A.V. Club a qualifié le jeu de "le moins essentiel des titres Mario à ce jour", affirmant qu'il manque un concept fort et montre une répétitivité sous-jacente dans les jeux Mario. En revanche, Nintendo Power a soutenu que le jeu fonctionne comme une suite car il conserve ce qui a rendu les jeux Mario originaux géniaux tout en ajoutant de nouvelles fonctionnalités.
Corbie Dillard de Nintendo Life a souligné la finition visuelle du jeu et les animations fluides, mais a également déclaré qu'il ne possédait pas le même niveau de splendeur que d'autres titres Wii développés en interne. Ramsay a également comparé les graphismes du jeu à d'autres titres développés par Nintendo, déclarant qu'il manquait du niveau de finition qu'avait Super Mario Galaxy précédemment sorti, malgré l'utilisation d'une gamme lumineuse et variée de couleurs. Kolan a fait l'éloge de la musique du jeu comme l'une des meilleures de la série, et a salué la conception sonore du jeu pour son rappel des précédents jeux Super Mario. Elston a également complimenté la bande-son du jeu, ainsi que l'interaction des ennemis avec la musique du jeu.
New Super Mario Bros. Wii a remporté le prix du Meilleur Jeu Wii aux Spike Video Game Awards 2009. IGN lui a décerné le prix du Jeu de l'Année 2009 sur Wii. GameTrailers lui a décerné le titre de Meilleur Jeu Wii de 2009. Il a également remporté le prix du Meilleur Jeu Familial de l'Année dans les Game Awards 2009 de Yahoo, et le prix Nintendo Power du "Jeu de l'Année sur Wii" en 2009. GamesRadar a nommé le jeu 13e meilleur sur Wii en 2016. IGN l'a classé 8e sur sa liste des 25 meilleurs jeux Wii en 2012, et également en 103e position sur sa liste des 125 meilleurs jeux Nintendo de tous les temps en 2014. Polygon l'a placé à la 10e place dans son classement de tous les jeux Super Mario, en soulignant que le mode solo du jeu était "standard Mario", tout en mettant en avant l'expérience multijoueur comme une inclusion incroyable.

### Ventes
New Super Mario Bros. Wii a rencontré un grand succès commercial, avec la vente de 936 734 exemplaires en seulement quatre jours après sa sortie au Japon, établissant ainsi le record du plus grand démarrage pour un jeu Wii dans la région; ses ventes ont atteint 1 401 558 exemplaires la semaine suivante. À la sortie du jeu, les ventes de la console Wii ont augmenté de 128 %, après une récente baisse des ventes de matériel pour le système. New Super Mario Bros. Wii a vendu 3 002 753 exemplaires en sept semaines seulement après sa sortie au Japon, ce qui en fait le jeu le plus rapide à atteindre les 3 millions d'exemplaires vendus dans ce pays. En Amérique du Nord, New Super Mario Bros. Wii s'est vendu à 1 390 000 unités en novembre 2009, devenant ainsi le troisième jeu le plus vendu du mois derrière les versions Xbox 360 et PlayStation 3 de Call of Duty: Modern Warfare 2. En 45 jours, le jeu avait vendu 4,2 millions d'exemplaires aux États-Unis, dépassant ainsi les 4,1 millions de ventes de Super Mario Galaxy,. En décembre 2009, le jeu s'est vendu à 2,82 millions d'exemplaires. À la fin de l'année 2009, New Super Mario Bros. Wii avait vendu 10,55 millions d'exemplaires dans le monde,, ce qui en fait le jeu le plus vendu de l'histoire d'une seule console à son époque, avec 4,5 millions d'unités vendues aux États-Unis, 3 millions au Japon et près de 3 millions en Europe.
Au cours de sa première année de vente, New Super Mario Bros. Wii s'est écoulé à 4 001 276 exemplaires au Japon, devenant ainsi le premier jeu Wii à dépasser les 4 millions de ventes dans le pays. Le 19 novembre 2014, Nintendo of America a annoncé via Twitter que le jeu avait dépassé les 10 millions d'unités vendues aux États-Unis seulement. Au 31 mars 2022, le jeu s'est vendu à 30,32 millions d'exemplaires dans le monde, ce qui en fait le quatrième jeu le plus vendu sur Wii, ainsi que le deuxième meilleur jeu Mario sur la console Wii (derrière Mario Kart Wii).

## Postérité

### Suite
En 2012, une suite de New Super Mario Bros. Wii a été publiée en tant que titre de lancement pour la Wii U, intitulée New Super Mario Bros. U. Il a ensuite été réédité pour la Nintendo Switch en 2019, sous le nom de New Super Mario Bros. U Deluxe, incluant New Super Luigi U, un pack d'extension disponible en tant que contenu téléchargeable payant (DLC) sur l'eShop de la Wii U, puis en tant que version physique.

### New Super Mario Bros. Wii Coin World
New Super Mario Bros. Wii Coin World (New スーパーマリオブラザーズ Wii コインワールド) est un jeu d'arcade sorti en 2011 uniquement au Japon et développé par Capcom. Le gameplay offre un mode multijoueur similaire à son homologue sur console et repose principalement sur un mécanisme de machine à sous. Le jeu propose une variété d'éléments "d'événements", chacun basé sur le gameplay de New Super Mario Bros. Wii. En remportant divers événements et en jouant à la machine à sous, les joueurs ont l'occasion de collecter des clés. Une fois que cinq clés ont été collectées, le joueur participe à un événement avec Bowser pour tenter de remporter le jackpot.